# Csabagyöngye
A csabagyöngye vagy csaba gyöngye a világ egyik legismertebb hibrid szőlőfajtája, halványsárga bogyóit a világ szinte minden szőlőtermelő országában termesztik. Hasonnevei: Perla Czabanska, Perla di Csaba, Perle di Csaba, Perle von Csaba, Zsemcsug Szaba, Vengerszkij muszkatnij rannij, Pearl of Csaba.
A csabagyöngye annyira korai érésű, hogy hagyományosan ebből a fajtából készül egész Európa első újbora, méghozzá a Balatonboglári borvidékhez tartozó Ordacsehiben termesztett szőlőből.

## Eredete
Mathiász János nemesítette, de Stark Adolf nevelte fel (1904) Békéscsabán, ezért az érdemet gyakran neki adják. Az írásos emlékek szerint a bronnerstraube és az ottonel muskotály szőlők keresztezéséből származik. A DNS-vizsgálata azonban azt eredményezte, hogy az egyik ős allélja nem volt azonos a csabagyöngye alléljával.
A Vivc.de bejegyzése szerint a genetikai kutatás a Madeleine Angevine és a Mascat Fleur D'Oranger keresztezéséből származtatja.

## Jellemzői
Korán érik, gyakran már július közepétől-végétől fogyasztható és erjeszthető. Fürtjeinek nagysága és termőképessége közepes, de sok másodtermést nevel; bogyói középnagyok, gömbölyűek, vékony héjúak, enyhén muskotályos zamatúak. Gyors szüretelést igényel, mert a madarak és a darazsak hamar megdézsmálják. Esős időben rothadásra hajlamos.
Bora gyenge asztali bor, amely jellemzően újborként fogyasztható.